# Maksym Kidruk

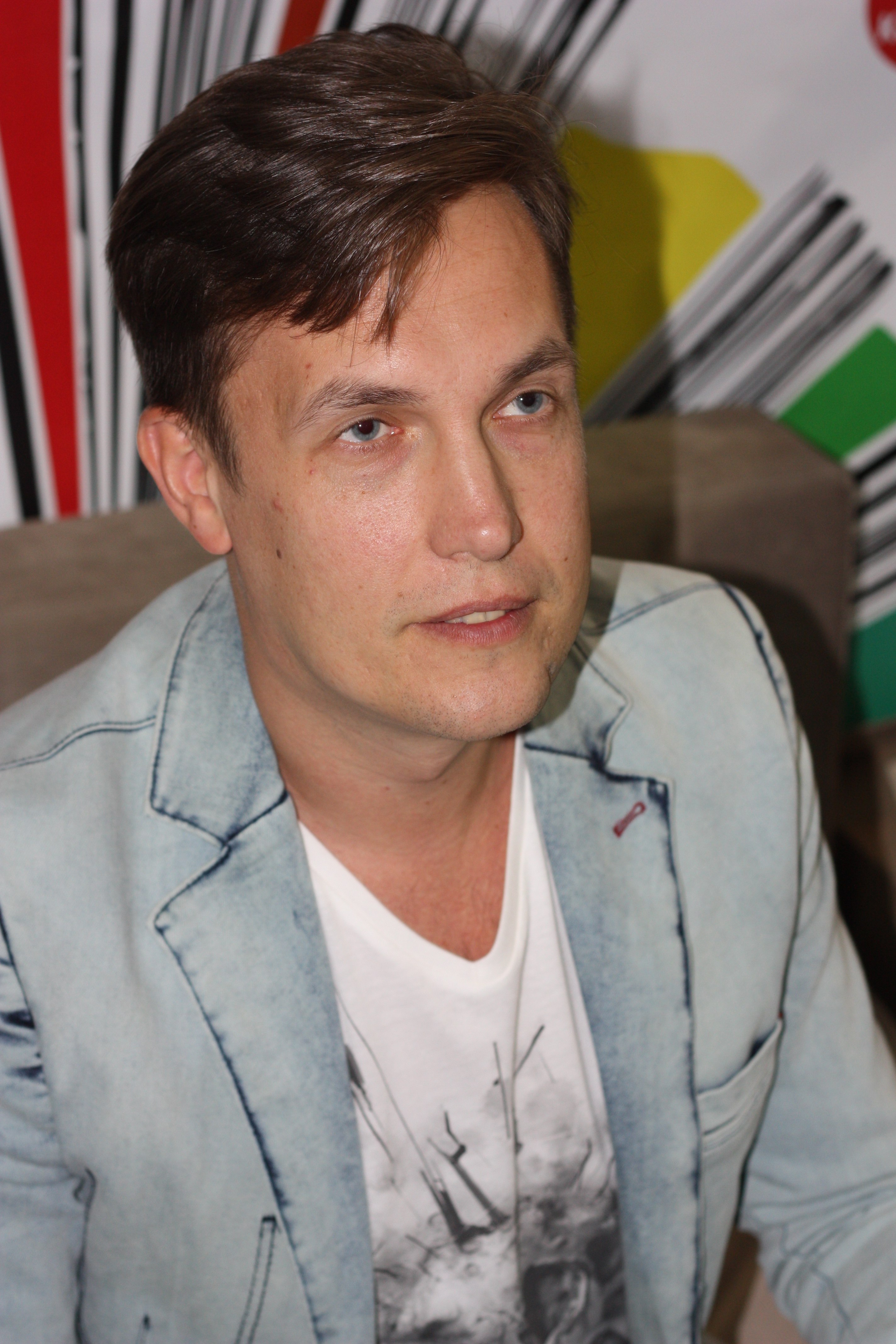
Maksym Kidruk, 2018

Maksym Ivanovych Kidruk (ukr. Максим Іванович Кідрук, ur. 1 kwietnia 1984 we Włodzimiercu) – ukraiński pisarz i podróżnik. Autor takich powieści jak: „Spójrz w moje sny”,” „Nie oglądaj się i milcz”, „Okrutne niebo”, „Twierdza”.

## Życiorys
Urodzony 1 kwietnia 1984 roku pod Równem. W 2001 rozpoczął studia na Wydziale Mechaniczno-Energetycznym na Politechnice Rówieńskiej. Na drugim i trzecim roku samodzielnie opanował programowanie i rozpoczął pracę jako programista. W 2005 przeniósł się do Kijowa i podjął studia podyplomowe KPI na Wydziale Energetyki Cieplnej. W 2007 zdobył grant na studia za granicą i po odejściu z pracy wyjechał na pobyt do Sztokholmu (Szwecja). Na początku 2008 rozpoczął studia podyplomowe w Królewskim Instytucie Technicznym w Sztokholmie.

### Kariera podróżnicza
Swoją przygodę z podróżowaniem rozpoczął w 2007 roku, kiedy przyjechał na studia do Sztokholmu. Początkowo podróżował po Europie, ale po jakimś czasie jak Europa go zmęczyła, w 2008 wyruszył w długą podróż po Meksyku. To była pierwsza wielka podróż Maksyma za ocean. Następnie wyrusza w kolejną podróż, tym razem do Ameryki Południowej i wyspy Wielkanocnej. Jeśli liczyć Watykan, to Kidruk odwiedził 33 kraje, ale najbardziej jego przyciąga Wyspa Wielkanocna.

## Inne
W kwietniu 2015 roku za pośrednictwem polskiego wydawnictwa Akurat została wydana książka publicystyczna „Ja, Ukrainiec” („Nebratni”). Książka analizuje historię stosunków Ukrainy i Rosji od Powstania Chmielnickiego do Euromajdanu i wojny na Wschodzie Ukrainy.
W jednym z wywiadów Kidruk powiedział, że dorastał on na książkach Durrella, Setona-Thompsona, Twaina, Londona, które inspirowały jego i dawały siłę do pokonywania różnego rodzaju trudności życiowych.
Kidruk bardzo ciepło odzywał się o Polakach i o tym, że ludzie w Ukrainie postrzegają Polaków, jako przyjaciół. Maksym zauważył, że Polacy cały czas wspierają Ukraińców, szczególnie w trakcie Euromajdanu, co było bardzo ważnym gestem dla Ukrainy. Ze słów pisarza Ukraińcy chcą być częścią Europy, bo czują się Europejczykami, ale nie wszyscy jednak chcą należeć do UE. Europa i UE to nie jest dla Ukraińców to samo, ale Maksyma zdaniem większość raczej chce się łączyć z Europą.

## Twórczość
Książki artystyczne:
- 2012 – „Bot: Kryzys Atakamski”
- 2013 – „Twierdza”
- 2014 – „Okrutne niebo”
- 2015 – „Bot: Paradoks Guayaquil”
- 2016 – „Spójrz w moje sny”
- 2017 – „Nie oglądaj się i milcz”
- 2018 – „Tam, gdzie nie ma Boga”
- 2019 – „Dla przyszłości”
- 2019 – „Dopóki światło nie zgaśnie na zawsze”
- 2021 – „Nowe ciemne wieki. Kolonia”

Książki publicystyczne:
- 2015 – „Nebratni”